# Kävlinge GIF
Kävlinge GIF, KGIF (Kävlinge Gymnastik och Idrottsförening) är en fotbollsförening i Kävlinge som bildades 1918. Klubben föll  2007 ur division 4 för första gången sedan 2000. Säsongen 2009 spelade laget i division 5 mellersta. 2008 slogs klubben ihop med Stora Harrie IF och bildade föreningen Harrie-Kävlinge FF. Kävlinge GIF avbröt samarbetet med Stora Harrie IF den 24 oktober 2009 och från den 25 oktober 2010 är Kävlinge GIF åter självständig som förening utan tidigare förbindelser med St Harrie IF. Kävlinge GIF återupptog verksamheten från 2012 med spel i div 7 västra Skåne.

## Kända spelare
- Roland Andersson
- Jörgen Pettersson
- Guillermo Molins